# Palček Mihec Kašopihec
Palček Mihec Kašopihec je glavni lik istoimenske slovenske glasbene pravljice, katere avtor je Janez Bitenc.

## Vsebina
Pravljica govori o Palčku Mihcu Kašopihcu, ki živi v deželi Palčkoviji. Ker je Mihec zelo majhen palček, se mu vsi prebivalci Palčkovije smejijo in se iz njega norčujejo. Sestavijo mu celo pesmico. Le kuharček Pikec se potegne za Mihca. Ko Mihec sliši pesmico, ki so mu jo ostali palčki zapeli se zelo razžalosti. Prizadane ga, da se mu v pesmici smeji celo luna, on jo ima pa tako rad. Zato odide do čarodeja Fičifika in ga prosi naj mu podalša lestev, da bo lahko šel vprašat luno zakaj se mu smeji. Luna mu razloži, da je to samo pesmica in v pesmicah je vse mogoče, da pa ji bo verjel, da ga ima ona tudi rada, mu luna da čarobno kroglico. Pove mu, da kadarkoli si bo kaj želel, naj samo trikrat potrka s kroglico po čelu in vse se mu bo izpolnilo. Potem Mihec odide domov v Palčkovijo, kjer ga že vsi pogrešajo in vedno bolj spoznavajo, kako nesramni so bili do njega. Prva Mihčeva želja je seveda, da bi bil tako velik kot ostali palčki. Ko palčki vidijo, da Mihec ni več majhen se mu opravičijo, da so bili tako nesramni, nato pa Mihec začara veliko pojedino in cela Palčkovija raja do jutra.

## Lik palčka
Največkrat naj bi bili palčki majhne postave, s starikavim obrazom in dolgo belo brado. Po navadi so oblečeni v rdečo jopico in zelene hlače in tako že z barvo svojih oblačil poudarjajo svojo energijo. Palčki so lahko privzemali tudi druge podobe in se prikazovali kot žaba, črn maček, tele ali kot rudar. Slovensko izročilo največkrat prikazuje rudniške palčke, torej gospodarje zemeljskega bogastva. Palčki so sorodni škratom, vendar imajo prijaznejši značaj.
Palčki imajo v različnih pravljicah različne pomene. Ti miniaturni možje so lahko dobri ali hudobni. Vsi palčki so delavni in spretni v svojem poklicu, saj je delo bistvo njihovega življenja. Palčkov ženskega spola ni. Palčki so moški, vendar taki, ki so zakrneli v razvoju in naj bi predstavljali otroštvo pred puberteto, obdobje, v katerem vse oblike spolnosti mirujejo. To se kaže v njihovem zadovoljstvu, ko iz dneva v dan ponavljajo ene in iste dejavnosti. Palčki so obtičali na predojdipski razvojni stopnji, zato ne bodo nikoli okusili ljubezenske in zakonske sreče.
Palčki so uvrščeni v bajna bitja zemeljskih zakladov. Ljudje so še do nedavnega vrjeli, da palčki res obstajajo in se prikazujejo povsod (gozdu, močvirjih, gorah), nosili naj bi jim denar skozi dimnik in letali po zraku. Palčke po Goriškem imenujejo kapiči, na Primorskem pa škarifiči. Vzrok tem imenom naj bi bilo to, da naj bi palčki nosili koničasto rdečo kapico. Med drugim se na Slovenskem srečujemo tudi z drugimi imeni kot so palečnjaki, na Štajerskem pa z ninjeki in nendljeki.

## Pravljice, kjer se pojavi lik palčka
- Sneguljčica in sedem palčkov - Brata Grimm
- Palček Smuk
- Sinček palček- Lojze Zupanc
- Palček - Jakob Grimm
- Čevljarček Palček in druge pravljice - Sonja Sever
- Pesmi o palčkih - Stanislava Remškar
- Korenčkov palček - Svetlana Makarovič
- Palček, miška in dva slona - Mira Voglar
- Mavrični palček - Drgica Sgrem
- Palček Pohajalček - Brigitte Weninger
- Palček Tom - Miro Mrak (prevajalec)

## Izdaje pravljice
- Janez Bitenc : Palček Mihec Kašopihec. Kranj: Panika records, 2004. zvočni CD
- Janez Bitenc : Palček Mihec Kašopihec. Kranj: Panika records, 2004. zvočna kaseta